# Moutier-Malcard
Moutier-Malcard là một xã thuộc tỉnh Creuse trong vùng Nouvelle-Aquitaine miền trung nước Pháp. Xã này nằm ở khu vực có độ cao trung bình 363 mét trên mực nước biển.

## Địa lý
Là một khu vực nông trang gồm các làng có cự ly 15 dặm (24 km) về phía bắc Guéret tại giao lộ các tuyến đường D46, D56 và D990. Sông Petite Creuse tạo thành ranh giới phía nam của xã.

## Dân số
| 1962                                                        | 1968 | 1975 | 1982 | 1990 | 1999 | 2005 |
| ----------------------------------------------------------- | ---- | ---- | ---- | ---- | ---- | ---- |
| 736                                                         | 865  | 747  | 678  | 573  | 514  | 517  |
| Số liệu điều tra dân số từ năm 1962 Dân số chỉ tính một lần |      |      |      |      |      |      |

## Địa điểm nổi bật
- Nhà thờ St. Martin, từ thế kỷ 12.